# Апелативен съд на Баия
Апелативният съд на Баия (на португалски: Tribunal de Justiça da Bahia (TJBA)) е върховен орган на съдебната власт на бразилския щат Баия със седалище в щатската столица Салвадор и юрисдикция, покриваща цялата територия на щата. Съставът на съда се състои от 60 десембаргадори.